# Gorybia thoracica
Gorybia thoracica är en skalbaggsart som beskrevs av Martins 1976. Gorybia thoracica ingår i släktet Gorybia och familjen långhorningar. Inga underarter finns listade i Catalogue of Life.